# متأخر الخصية الهري
مُتَأخِّر الخُصْيَة الهِرِّي (الاسم العلمي: Opisthorchis felineus) أو الدودة المثقوبة الكبدية الهرية هي طفيليٌ مثقوبي يُصيب كبد الثدييات. اكتُشفت للمرة الأولى عام 1884 في كبد هرةٍ بواسطة سيباستيانو ريفولتا في إيطاليا. في عام 1891، وجدها عالم الطفيليات الروسي كونستانتين نيكولايفيتش فينوجرادوف (1847-1906) في الإنسان، وأطلق عليها اسم مثقبية الكبد السيبيرية (Siberian liver fluke). في ثلاثينيات القرن العشرين، نشر عالم الديدان الطفيلية هانس فوغل من هامبورغ مقالًا يصف دورة حياة متأخر الخصية الهِري.

## الانتشار
ينتشرُ متأخر الخصية الهري في إسبانيا وإيطاليا وألبانيا واليونان وفرنسا ومقدونيا وسويسرا وألمانيا وبولندا وروسيا وتركيا والقوقاز.

## دورة الحياة
تُعتبر حلزونات المياه العذبة العائل المتوسط الأول لهذه الطفيليات:
- بيثنية هندية[6][7]
- بيثنية تروشيل[7]
- بيثنية ريانة[6][7]
- بيثنية لامسة[6]

أما العائل المتوسط الثاني فهو سمك الماء العذب، ويتضمن: الأرف [الإنجليزية]، تنش، أبراميس شائع، بني أصفر، شبوط شائع وغيرها.
أما العائل النهائي فيكون من الثدييات التي تأكل الأسماك، وتتضمن الكلاب والثعالب والقطط والجرذان والخنازير والأرانب والأسود والبشر.

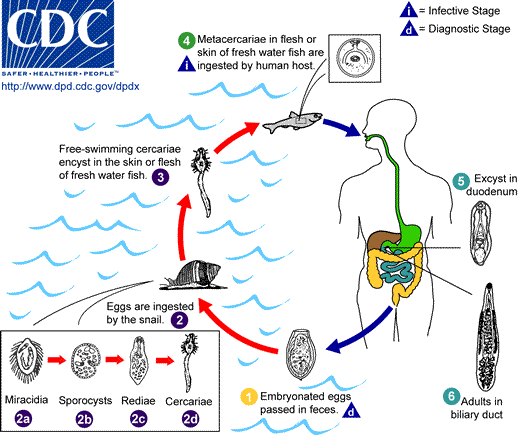
دورة حياة متأخر الخصية الهري

## التأثير على صحة الإنسان
يُقدر أنه أُصيب 1.5 مليون شخصٌ في روسيا بعدوى الطفيلي. تحدثُ العدوى في سكان سيبيريا عن طريق تناول الأسماك النيئة والمملحة قليلًا والمجمدة.
يُسبب متأخر الخصية الهري مرض داء متأخرات الخصية، والذي تتراوح شدته من العدوى دون ظهور أي أعراضٍ إلى أعراضٍ الشديد. يعتمدُ مآل حالة المريض على الكشف والعلاج المبكرين.
قد تؤثر حالات داء متأخرات الخصية على الكبد والبنكرياس والمرارة، وإذا لم تُعالج في المراحل المبكرة، فقد تتسبب في تليفٍ كبدي وزيادة خطر الإصابة بسرطان الكبد، ولكن قد تكون دون أعراضٍ عند الأطفال.
تُصيب الطفيليات القناة الصفراوية بعد أسبوعين من دخولها إلى الجسم، وتحدث عدة أعراضٍ تتضمن الحمى، والشعور العام بالتعب، وطفح جلدي، واضطراباتٍ في الجهاز الهضمي. قد يؤدي فقر الدم الشديد وتلف الكبد إلى إصابة الشخص لمدة تترواح بين شهر إلى شهرين. عادةً ما يكون العلاج بجرعةٍ واحدةٍ من البرازيكوانتيل.